# جولیو-انریکو پیزانی
جولیو-انریکو پیزانی (به فرانسوی: Giulio-Enrico Pisani) نویسنده قرن بیستم میلادی اهل فرانسه است.